# Valentina Polanco
Valentina Polanco (* 4. Mai 2002) ist eine argentinische Sprinterin und Hürdenläuferin.

## Sportliche Laufbahn
Erste Erfahrungen bei internationalen Meisterschaften sammelte Valentina Polanco im Jahr 2021, als sie bei den U20-Südamerikameisterschaften in Lima in 12,42 s den achten Platz im 100-Meter-Lauf belegte und mit der argentinischen 4-mal-100-Meter-Staffel disqualifiziert wurde. Anfang Dezember gelangte sie dann bei den erstmals ausgetragenen Panamerikanischen Juniorenspielen in Cali mit 13,79 s auf den fünften Platz im 100-Meter-Hürdenlauf. Im Jahr darauf gewann sie bei den Hallensüdamerikameisterschaften in Cochabamba in 8,62 s die Bronzemedaille im 60-Meter-Hürdenlauf hinter der Brasilianerin Ketiley Batista und Diana Bazalar aus Peru. Zudem sicherte sie sich in 3:59,19 min gemeinsam mit Martina Escudero, María Florencia Lamboglia und Noelia Martínez die Silbermedaille in der 4-mal-400-Meter-Staffel hinter dem Team aus Bolivien. Im Oktober gewann sie bei den U23-Südamerikameisterschaften in Cascavel in 13,75 s die Silbermedaille über 100 m Hürden hinter der Brasilianerin Lays Silva und belegte mit der 4-mal-100-Meter-Staffel in 46,39 s den fünften Platz.
2022 wurde Polanco argentinische Meisterin im 100-Meter-Hürdenlauf.

## Persönliche Bestzeiten
- 100 Meter: 11,85 s (−0,4 m/s), 24. Oktober 2021 in Santiago de Chile
- 100 m Hürden: 13,75 s (+1,8 m/s), 1. Oktober 2022 in Cascavel
  - 60 m Hürden (Halle): 8,52 s, 18. Februar 2022 in Cochabamba